# Jaczkowice
Jaczkowice (deutsch Jätzdorf) ist ein Dorf in der Landgemeinde Oława im Powiat Oławski der Woiwodschaft Niederschlesien in Polen.

## Geographie

### Geographische Lage
Das Angerdorf Jaczkowice liegt vier Kilometer südlich des Gemeindesitzes und der Kreisstadt Oława (Ohlau) und rund 32 Kilometer südöstlich der Woiwodschaftshauptstadt Breslau. Der Ort liegt in der Nizina Śląska (Schlesische Tiefebene) innerhalb der Równina Grodkowska (Grottkauer Ebene) hin zur Równina Wrocławska (Breslauer Ebene). Jaczkowice liegt am linken Ufer der Oława, einem linken Zufluss der Oder.
Durch den Ort führt die Woiwodschaftsstraße Droga wojewódzka 346.

### Ortsteile
Ortsteil von Jaczkowice ist der Weiler Czernica (Tscharnitz).

### Nachbarorte
Nachbarorte von Jaczkowice sind im Nordwesten Gaj Oławski (Goy), im Norden der Gemeindesitz Oława (Ohlau), im Osten Godzikowice (Rosenhain) und im Südwesten Godzinowice (Giesdorf).

## Geschichte
Das Dorf wurde 1288 erstmals als Jasowicz erwähnt. 1291 erfolgte eine Erwähnung als Jexendorf sowie 1353 als Jeczcowicz.
Nach dem Ersten Schlesischen Krieg 1742 fiel Jätzdorf zusammen mit dem größten Teil Schlesiens an Preußen.
Nach der Neugliederung Preußens gehörte die Landgemeinde Jätzdorf ab 1815 zur Provinz Schlesien und war ab 1816 dem Landkreis Ohlau eingegliedert. 1874 wurde der Amtsbezirk Jätzdorf gegründet, welcher die Landgemeinden Giesdorf, Jätzdorf, Rosenhain und Tscharnitz und dem Gutsbezirk Jätzdorf umfasste. Erster Amtsvorsteher war der Rittergutsbesitzer Pilz in Jätzdorf. 1885 zählte der Ort 272 Einwohner.
1933 zählte Jätzdorf 486, 1939 wiederum 507 Einwohner. Bis 1945 befand sich der Ort im Landkreis Ohlau.
Als Folge des Zweiten Weltkriegs fiel Jätzdorf wie fast ganz Schlesien 1945 an Polen, wurde in Jaczkowice umbenannt und der Woiwodschaft Breslau angegliedert. Die deutsche Bevölkerung wurde, soweit sie nicht vorher geflohen war, weitgehend vertrieben. Die neu angesiedelten Bewohner waren zum Teil Heimatvertriebene aus Ostpolen. 1999 kam der Ort zum Powiat Oławski in der Woiwodschaft Niederschlesien.

## Sehenswürdigkeiten
- Römisch-katholische Lukaskirche (poln. Kościół św. Łukasza Ewangelisty)
- Reste des Gefallenendenkmals
- Hölzernes Wegekreuz

## Vereine
- Fußballverein Syrena Jaczkowice

## Söhne und Töchter des Ortes
- Ernst Friedrich von Eicke (1828–1887), schlesischer Rittergutsbesitzer und Politiker
- Gustav Schnürer (1860–1941), deutscher Historiker